# Kannolli, Sindgi
Kannolli là một làng thuộc tehsil Sindgi, huyện Bijapur, bang Karnataka, Ấn Độ.